# Antigonish Wildlife Management Area

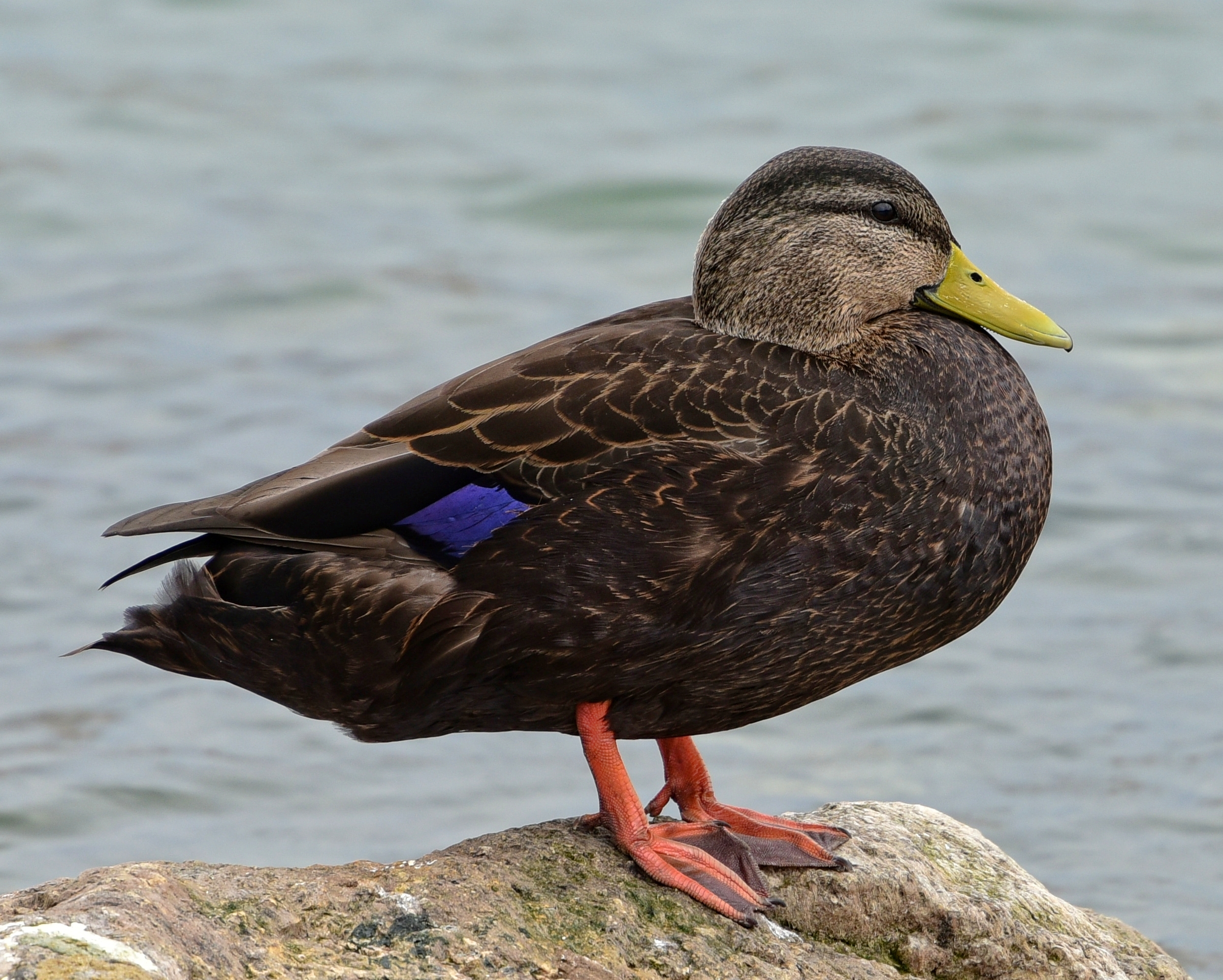
Brązówka

Antigonish Wildlife Management Area – prowincjonalny obszar ochrony przyrody (provincial wildlife management area) w kanadyjskiej Nowej Szkocji, w hrabstwie Antigonish, w obrębie zatoki Antigonish Harbour, utworzony 1 października 1968, o powierzchni 193 ha, m.in. dla ochrony naturalnego środowiska blaszkodziobych, w tym szczególnie jako obszar wykorzystywany w okresie polęgowym, migracji i (rzadziej) zimowania brązówek, na którego terenach prowadzona jest przez St. Francis Xavier University w Antigonish działalność edukacyjna i naukowa. Z obszaru chronionego (na którym zabronione są polowania i traperstwo) mniejszość stanowią grunty prywatne (18,5 ha), 190 ha to tereny wodne i mokradła, 2,5 ha to tereny przekształcone antropogenicznie.